# Neuenhuntorf
Neuenhuntorf ist ein Ortsteil der Gemeinde Berne im niedersächsischen Landkreis Wesermarsch. Der Ort liegt westlich des Kernortes Berne. Westlich und nördlich fließt die Hunte, nördlich verläuft die Landesstraße L 865, nordöstlich verläuft die B 212.

## Geschichte
Bauern aus Huntorf, heute Altenhuntorf, legten im 15. Jahrhundert Neuenhunturf am Huntsdeich an, um dem Zehnt des Klosters St. Paul in Bremen zu entgehen, was aber nicht gelang. 1441 wurde der Ort Nyenhuntorpe genannt. Nach der Reformation wurden die Besitzungen des Klosters in ein gräfliches Vorwerk umgewandelt, das 1657 an die später geadelte Familie Münnich verkauft wurde. Hier entstand das Gut Neuenhuntorf mit dem Herrenhaus von 1678, das sein Sohn Oberdeichgraf Anton Günther von Münnich (1650–1721) bauen ließ.

## Sehenswürdigkeiten
- Evangelisch-lutherische Kirche St. Marien (Neuenhuntorf), erbaut um 1500
- Wohn- und Wirtschaftsgebäude Neuenhuntorfer Straße 38 als Zweiständer-Hallenhaus in Fachwerk von 1687
- Wohn- und Wirtschaftsgebäude Neuenkooper Straße 10 von 1927 als Vierständer-Hallenhaus; heute mit Café/Restaurant

## Im Ort geboren
- Burkhard Christoph von Münnich (1683–1767), Ingenieur, Generalfeldmarschall und Politiker in russischen Diensten